# 北原人形芝居
北原人形芝居（きたばる にんぎょうしばい）は、大分県中津市大字北原に伝わる伝統芸能の人形芝居。1957年3月に大分県の無形民俗文化財に指定されている。

## 概要
中津市北原にある原田神社で毎年行われている万年願という無病息災を祈る祭事で奉納される人形芝居である。毎年立春に奉納されてきたが、1997年からは2月の第1日曜日に行われている。
北原人形芝居の基本は、浄瑠璃に合わせて、頭と右手、左手、足をそれぞれ担当する三人が一組となって一体の人形を宙に浮かせながら操る「三人遣い」である。1975年までは、足の指で人形のかかとを挟んで一人で操演する「挟み遣い」が併用されており、2001年に復活した。これは全国でも北原人形芝居にのみ伝わる独特の操演法である。
演目には、「翁渡」（おきなわたし）、「傾城阿波鳴門」（けいせいあわのなると）、「伊達娘恋緋鹿子」（だてむすめこいのひがのこ）、「日高川安珍清姫」（ひだかがわあんちんきよひめ）、「日高川入相花王」（ひだかがわいりあいざくら）、「絵本太功記」（えほんたいこうき）等がある。
由来にまつわる伝承は鎌倉時代に遡る。出家して全国を巡ったという廻国伝説がある前幕府執権・北条時頼がこの地で熱病に倒れた際に、村人の看護や陰陽師の祈祷により回復した。その祝いの席で、村人は手の甲に目鼻を描いて袖口から出し入れする、踊りのような芸を披露した。時頼はこれを喜び「この土地は海や山に恵まれないので、この踊りを生業に渡世せよ」と言ったことに始まるとされる。江戸時代の元禄年間には上方浄瑠璃の影響を受け、三味線の伴奏と太夫による語りとともに演じられるようになった。中津藩の保護を受けて九州各地を巡業し、江戸後期の北原には人形芝居9座と歌舞伎を演じる数座が活動していたという。上記の挟み遣いは、巡業時に必要な人手を少なくするため、1790年（寛政2年）に考案されたという。
第二次世界大戦後は地域の過疎化と後継者難から廃れかけた。保存会や1969年に中津市立三保小学校で発足した人形クラブが伝統を守り、1991年には北原人形芝居奉納会が結成されて人形芝居を継承している。

## 交通
- 鉄道・バス：JR九州中津駅から大交北部バス四日市、高田、安心院方面行きに乗り、野路山停留所で下車。徒歩約10分。